# Montacher-Villegardin
Montacher-Villegardin ist eine französische Gemeinde mit 719 Einwohnern (Stand: 1. Januar 2022) im Département Yonne in der Region Burgund. Die Gemeinde gehört zum Arrondissement Sens und zum Kanton Gâtinais en Bourgogne (bis 2015: Kanton Chéroy). Die Einwohner werden Achéromontains genannt.

## Geographie
Montacher-Villegardin liegt etwa 19 Kilometer westsüdwestlich von Sens am kleinen Fluss Lunain in der fruchtbaren Landschaft des Gâtinais. Umgeben wird Montacher-Villegardin von den Nachbargemeinden Chéroy im Norden und Nordwesten, Dollot im Norden und Nordosten, Saint-Valérien im Osten, La Belliole im Osten und Südosten, Domats im Süden, Bazoches-sur-le-Betz im Südwesten sowie Jouy im Westen.

## Geschichte
1965 wurden die Gemeinden Montacher und Villegardin zusammengelegt. 

## Bevölkerungsentwicklung
| 1962                       | 1968 | 1975 | 1982 | 1990 | 1999 | 2006 | 2012 |
| -------------------------- | ---- | ---- | ---- | ---- | ---- | ---- | ---- |
| 446                        | 529  | 509  | 537  | 534  | 597  | 689  | 778  |
| Quellen: Cassini und INSEE |      |      |      |      |      |      |      |

## Sehenswürdigkeiten

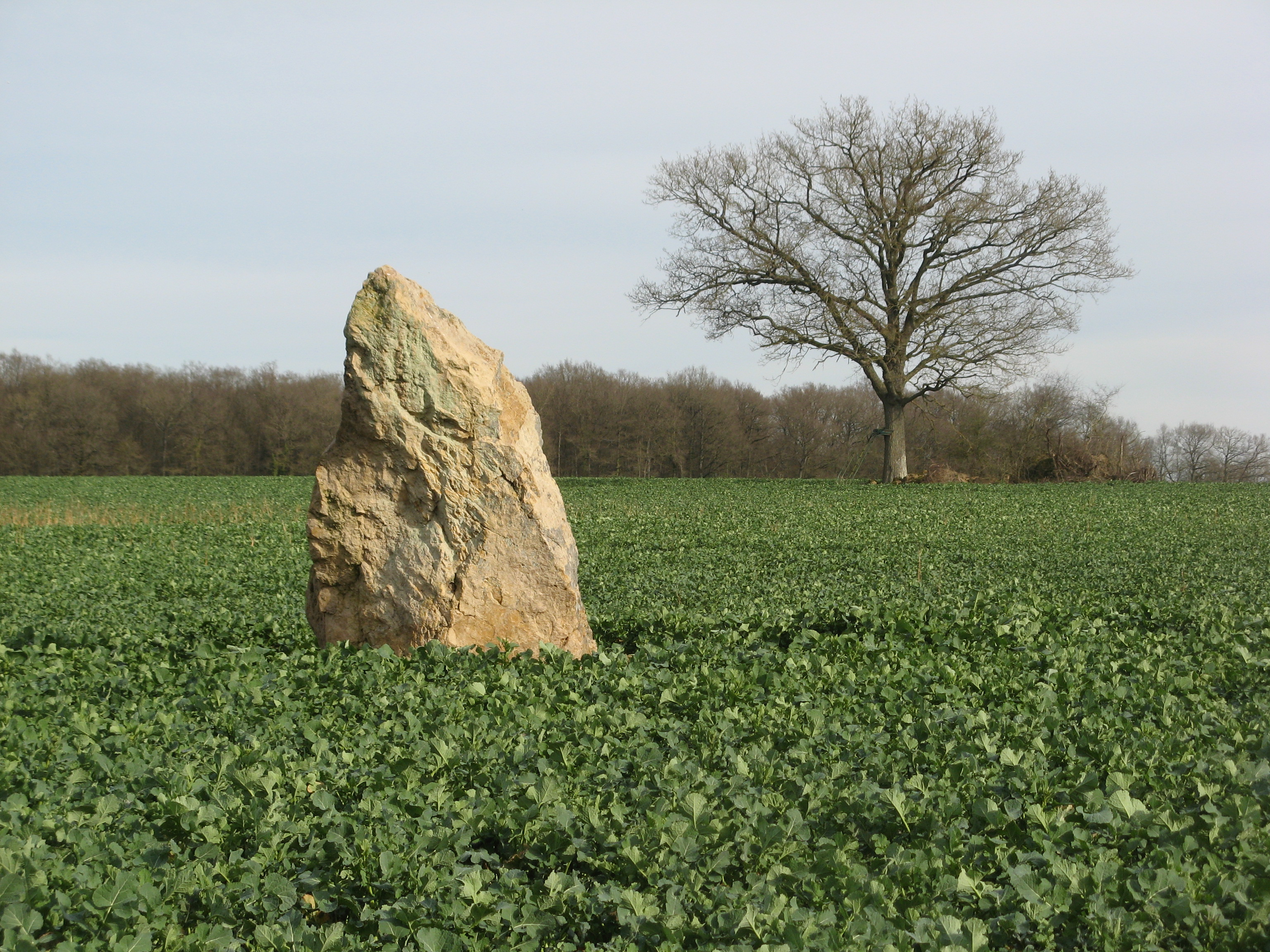
Menhir La Pierre Pointe
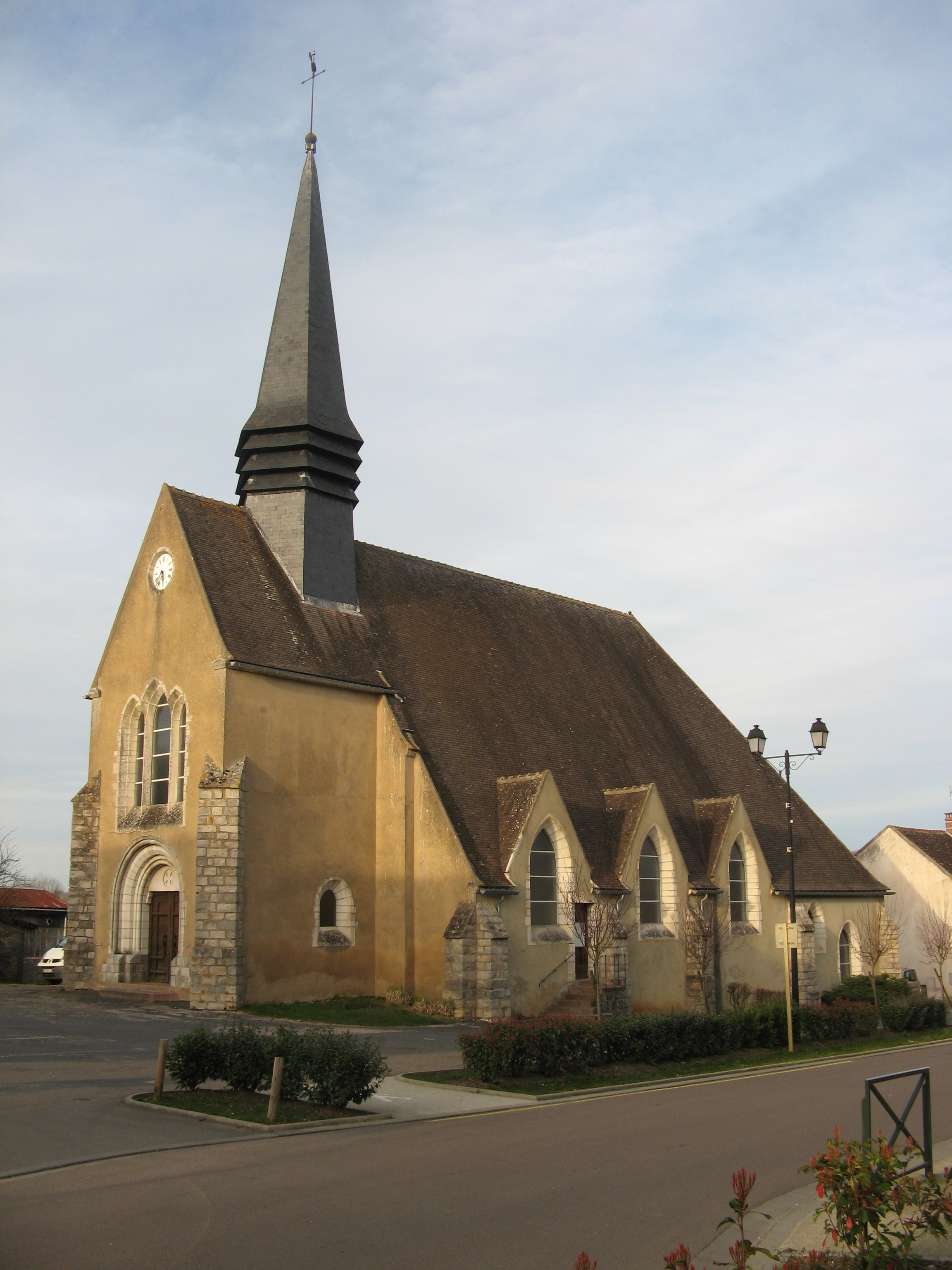
Kirche in Montacher
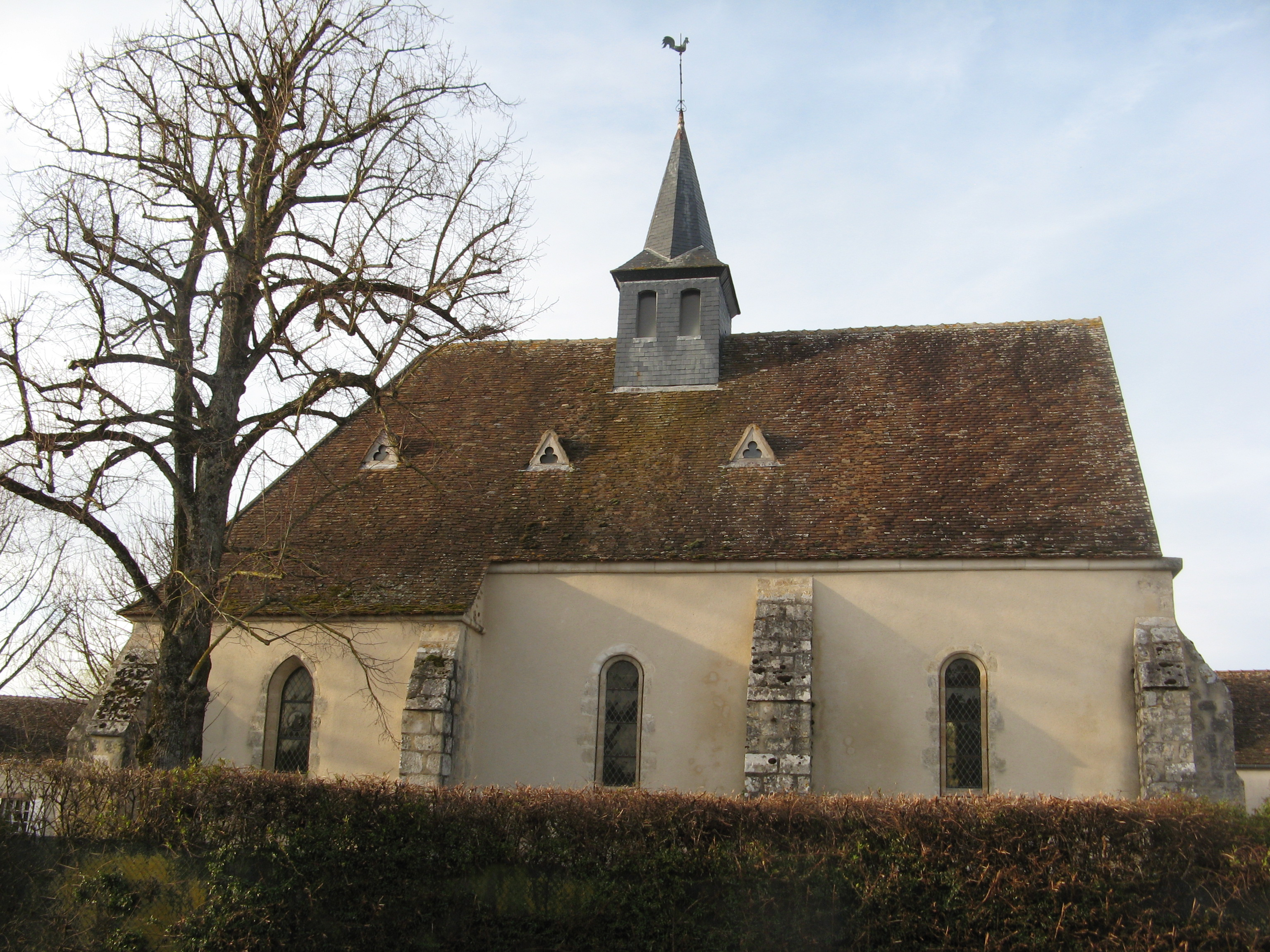
Kirche in Villegardin

- Menhir La Pierre Pointe
- Kirche in Montacher
- Kirche in Villegardin